# Kanadische Meisterschaften im Skispringen 2012
Die Kanadischen Meisterschaften im Skispringen 2012 wurden am 31. März 2012 in Whistler auf der Whistler Olympic Park Ski Jumps ausgetragen.

## Ergebnisse Männer

### Einzel Normalschanze
Sieben kanadische Springer nahmen am Wettkampf im Einzel von der Normalschanze teil. Daneben nahmen außer Konkurrenz acht US-amerikanische und drei deutsche Springer teil.
| Platz | Sportler              | Weite 1 | Weite 2 | Punkte |
| ----- | --------------------- | ------- | ------- | ------ |
| 1     | MacKenzie Boyd-Clowes | 101,5 m | 104,5 m | 267,5  |
| 2     | Dusty Korek           | 91,5 m  | 90,0 m  | 214,5  |
| 3     | Matthew Rowley        | 88,0 m  | 89,5 m  | 203,5  |
| 4     | Eric Mitchell         | 87,0 m  | 83,5 m  | 189,0  |
| 5     | Nathaniel Mah         | 80,5 m  | 80,5 m  | 170,0  |
| 6     | Wesley Savill         | 80,5 m  | 81,5 m  | 168,5  |
| 7     | Trevor Morrice        | 76,5 m  | 84,5 m  | 167,5  |

### Einzel Großschanze
Acht kanadische Springer nahmen am Wettkampf im Einzel von der Großschanze teil. Daneben nahmen außer Konkurrenz neun US-amerikanische und drei deutsche Springer teil.
| Platz | Sportler              | Weite 1 | Weite 2 | Punkte |
| ----- | --------------------- | ------- | ------- | ------ |
| 1     | MacKenzie Boyd-Clowes | 136,5 m | 142,0 m | 285,8  |
| 2     | Dusty Korek           | 119,5 m | 119,5 m | 209,2  |
| 3     | Matthew Rowley        | 118,5 m | 117,5 m | 202,8  |
| 4     | Eric Mitchell         | 114,5 m | 112,0 m | 186,2  |
| 5     | Rogan Reid            | 88,0 m  | 94,0 m  | 94,1   |
| 6     | Matthew Soukup        | 81,0 m  | 92,0 m  | 79,9   |
| 7     | Joshua Maurer         | 81,5 m  | 91,0 m  | 77,5   |
| 8     | Jean-Charl Pretorius  | 73,0 m  | 74,0 m  | 25,6   |

### Junioren Normalschanze
Acht kanadische Springer nahmen am Juniorenwettkampf teil. Daneben nahmen außer Konkurrenz drei US-amerikanische Springer teil.
| Platz | Sportler             | Weite 1 | Weite 2 | Punkte |
| ----- | -------------------- | ------- | ------- | ------ |
| 1     | Rogan Reid           | 93,5 m  | 101,5 m | 230,0  |
| 2     | Joshua Maurer        | 91,5 m  | 96,5 m  | 221,0  |
| 3     | Matthew Soukup       | 90,5 m  | 94,5 m  | 212,5  |
| 4     | Nigel Lauchlan       | 85,0 m  | 89,5 m  | 187,5  |
| 5     | Logan Mitchell       | 77,5 m  | 78,5 m  | 148,0  |
| 5     | Jean-Charl Pretorius | 73,5 m  | 81,5 m  | 148,0  |
| 7     | Jack Van Lierop      | 72,5 m  | 79,5 m  | 143,5  |
| 8     | Matthew Polz         | 71,5 m  | 69,5 m  | 113,5  |

## Ergebnisse Frauen

### Einzel Normalschanze
Sieben kanadische Springerinnen nahmen am Einzel von der Normalschanze teil.
| Platz | Sportlerin          | Weite 1 | Weite 2 | Punkte |
| ----- | ------------------- | ------- | ------- | ------ |
| 1     | Taylor Henrich      | 91,5 m  | 89,5 m  | 209,0  |
| 2     | Nata De Leeuw       | 89,5 m  | 89,0 m  | 195,5  |
| 3     | Alexandra Pretorius | 91,5 m  | 79,5 m  | 181,5  |
| 4     | Jasmine Sepandj     | 82,5 m  | 80,5 m  | 163,0  |
| 5     | Mahni Bruce         | 67,5 m  | 72,5 m  | 111,5  |
| 6     | Miranda Enno        | 73,0 m  | 62,5 m  | 101,0  |
| 7     | Raven Yip           | 65,5 m  | 67,5 m  | 95,5   |